# Friedrich Miroslav Singer
Friedrich Miroslav Singer (Beč,  1821. - Zagreb, 4. studenoga 1876.) – austrijski i hrvatski športski pedagog, začetnik tjelovježbe u zagrebačkim školama, vodio je prvu vježbaonicu u Hrvatskoj.
U Realnoj gimnaziji u Zagrebu, Grič 3, 15. ožujka 1859. održan je prvi sat tjelovježbe te je time otvorena prva gimnastička dvorana u Hrvatskoj – popularno zvana Singerova gombaonica. Prema naputcima iz Beča tjelovježba je do tada bila neobavezan predmet koji su provodili učitelji njemačkoga podrijetla da bi ponjemčili hrvatsku mladež. Zalaganjem ravnatelja jedinih zagrebačkih srednjih škola – Klasične i Realne gimnazije tjelovježba je postala redoviti nastavni predmet pa je 1859. u Zagreb iz Beča pozvan učitelj mačevanja i gombanja Friedrich Miroslav Singer.  On će uz podučavanje mladih (jednom tjedno i srednjoškolki), sudjelovati u obučavanju učitelja za nastavu tjelesne kulture. Prvi je u Zagrebu organizirano podučavao civilno mačevanje. Pomagao je u osnutku prvoga velikog društva za tjelovježbu  – Hrvatskog sokolskog saveza, zagrebačkoga tjelovježbačkog društva koje je osnovano 27. prosinca 1874. Sastavio je pravila Hrvatskoga sokola te je bio njihov počasni član.  Autor je športskih terminoloških priručnika.
Dana 4. studenoga 1876. nekoliko sat prije nego što je praizvedena Zajčeva opera Nikola Šubić Zrinski, Singer se ugušio plinom pa nije vidio kako su glumci koje je za predstavu učio mačevanju dobili glasan pljesak publike. Friedrich Miroslav Singer prvi je pokopan na Mirogoju dan nakon što je groblje otvoreno.